# Гоммерн
Гоммерн (нім. Gommern) — місто в Німеччині, розташоване в землі Саксонія-Ангальт. Входить до складу району Єріхов.
Площа — 159,96 км2. Населення становить 10 452 ос. (станом на 31 грудня 2021).